# Btpv De Geeren

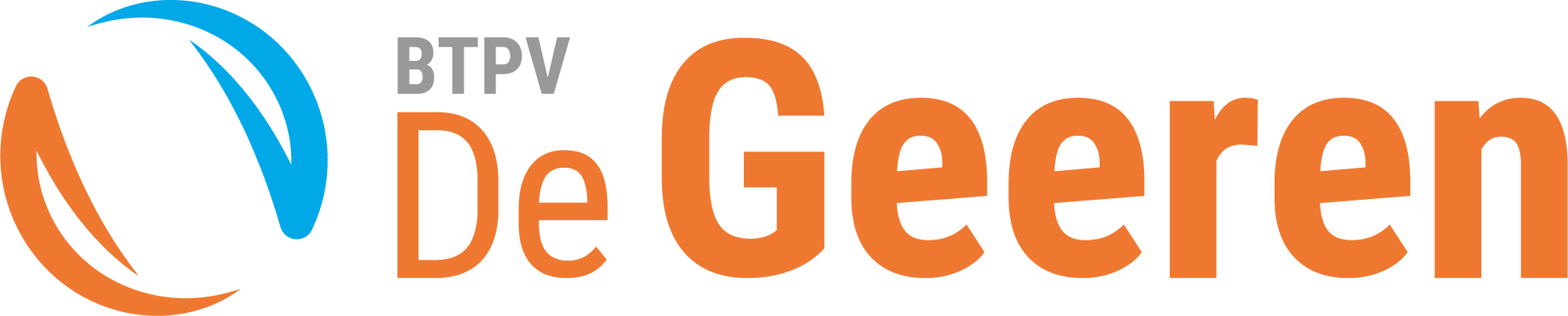
Logo btpv De Geeren

De Baarnse tennis- en padelvereniging De Geeren heeft haar thuisbasis op het complex van Racketcentrum de Geeren aan de De Geerenweg in Baarn in de provincie Utrecht.
De vereniging is opgericht op 1 september 1982, toen ook de tennishallen opgeleverd werden. De naam van het centrum, de weg en de vereniging is ontleend aan de vroegere Eempolder.
Vanaf 1 april 1983 kon er op acht buitenbanen (gravel) worden gespeeld. In 1991 werden er nog twee banen toegevoegd. In 2025 zijn 6 padelbanen (5 double/1 single) toegevoegd ten koste van 3 tennisbanen. De vereniging heeft een eigen ruimte en terras waar de meer dan 900 leden terechtkunnen. 